# Syrdarja
Der 2212 km lange Syrdarja (auch: Syrdarya / Syr-Darja / Syr; russisch Сырдарья Syrdarja, kasachisch Сырдария Syrdarija, usbekisch Sirdaryo), im Altertum Jaxartes, ist ein Fluss Zentralasiens, der weite Teile Kirgisistans in die Aralo-Kaspische Niederung entwässert und dort in den Nördlichen Aralsee mündet.

## Name
Der antike Name des Flusses Jaxartes stammt vom griechischen Wort Ἰαξάρτης (Iaxártēs). Dieses wiederum war eine Ableitung aus dem altpersischen Namen Yakhsha Arta, was übersetzt ungefähr „Der schöne Überfluss“ bedeutet. In mittelalterlichen islamischen Schriften war der Fluss unter dem arabischen Namen Sayhun (سيحون, DMG Saiḥūn) bekannt, der Name eines der vier Flüsse des Paradieses. Der Zwillingsfluss des Syrdarja, der Amudarja, wurde damals Dschayhun (جيحون, DMG Ǧaiḥūn) genannt, abgeleitet von Gihon. Von diesen beiden arabischen Namen leiten sich die türkischen Namen der Flüsse Seyhun und Ceyhun ab. Der aktuelle Name des Flusses ist relativ neu. In den Anrainerstaaten heißt der Fluss wie folgt: usbekisch Sirdaryo; kasachisch Сырдария Syrdarija; russisch Сырдарья Syrdarja; tadschikisch Сирдарё Sirdarjo.

## Flusslauf
Der Fluss entsteht durch den Zusammenfluss von Naryn und Karadarja, zweier aus Kirgisistan kommenden Quellflüsse. Diese „Flusshochzeit“ erfolgt in Usbekistan im Ferghanatal zwischen den Gebirgmassiven Tianshan und Alai. Von dort fließt der Syrdarja in westlicher Richtung durch das Tal und passiert dabei am Eingang des Kairakkum-Stausees die Grenze zu Tadschikistan. Etwas unterhalb des Stausees gelangt sein Wasser erneut nach Usbekistan, erreicht hier das Tiefland von Turan und wendet sich nach Norden, um später die Grenze nach Kasachstan zu überqueren.
Der Syrdarja durchfließt Kasachstan in Richtung Nordwesten, er bildet dort den Nordrand der Wüste Kysylkum. Im Winter gibt es am Unterlauf des Syrdarja Überschwemmungen, deswegen muss ein Teil der Abflussmenge aus dem Schardara-Reservoir in den künstlich entstandenen Aydarsee in Usbekistan abgeleitet werden. Der durch starke Wasserentnahme für Bewässerungszwecke erheblich verringerte Fluss mündet schließlich in den Nördlichen Aralsee. Zusammen mit dem Naryn (seinem rechten Quellfluss) ist er 3019 km lang. Dann beträgt das Einzugsgebiet einschließlich aller Zuflüsse 782.669 km². Früher bildete der Syrdarja in seinem Mündungsbereich ein Binnendelta.

## Wasserqualität
Die Wasserqualität des Syrdarja ist durch den starken Eintrag von Salzen durch den Rückfluss von Bewässerungswasser gekennzeichnet. Der Salzgehalt des Flusses im dichtbesiedelten Ferghanatal steigt von 300 bis 600 mg/l im oberen Teil auf bis zu 3 g/l am Talausgang an und ist von Magnesiumsulfat, Calciumhydrogencarbonat, Natriumchlorid und Calciumsulfat gekennzeichnet. Die Nutzung des Flusswassers als Trinkwasser ist aufgrund der Schadstoffbelastung im mittleren und unteren Flussabschnitt nicht mehr akzeptabel.
Der Urangehalt des Flusswassers ist in Tadschikistan mit Werten von 43 μg/l und 12 μg/l erhöht; der WHO-Richtwert für Trinkwasser von 30 μg/l wird zum Teil überschritten. Der wesentliche Eintrag des Urans erfolgt jedoch stromaufwärts in Usbekistan und Kirgisistan.

## Umweltkatastrophe
Ein ausgedehntes System von Bewässerungskanälen, zum Teil schon im 18. Jahrhundert von den Khanen von Kokand angelegt, entzieht dem Fluss sein Wasser. Die gewaltige Ausweitung dieses Kanalsystems während der Sowjetzeit, als die Baumwollproduktion in Zentralasien forciert wurde und dafür mehrere Stauseen angelegt werden mussten, hat der Region eine Umweltkatastrophe beschert. Abgesehen von niederschlagsreichen Jahren trocknet der Fluss heutzutage oftmals schon lange vor dem Erreichen des nördlichen Teils des ehemaligen Aralsees vollständig aus. Der heutige See ist nur noch ein kleiner Rest und durch das Austrocknen in zwei Teile geteilt. Zwischen 1980 und 1988 versiegte der Syrdarja als Zufluss des Aralsees in seinem Unterlauf sogar vollständig. Da heute Millionen von Menschen in dieser Baumwollregion siedeln und da die Regierungen von Kasachstan, Usbekistan und Turkmenistan sich uneinig sind, ist es höchst unklar, ob und wie man diese Problematik in den Griff bekommen kann.

## Stauseen
Der Syrdarja wird mehrmals für Bewässerungszwecke und zur Energiegewinnung aufgestaut; der größte Stausee ist der genannte Kairakkum-Stausee (auch Kajrakkum bzw. Kayrakum genannt), der bei Vollstau eine Fläche von 520 km² und 4,16 Milliarden Kubikmeter Stauvolumen aufweist.